# Sclerurus guatemalensis
Sclerurus guatemalensis là một loài chim trong họ Furnariidae.
Loài chim này được tìm thấy ở Belize, Colombia, Costa Rica, Ecuador, Guatemala, Honduras, Mexico, Nicaragua, và Panama. Môi trường sống tự nhiên của chúng là rừng ẩm vùng đất thấp nhiệt đới hoặc cận nhiệt đới và rừng núi ẩm nhiệt đới hoặc cận nhiệt đ
Chúng có chiều dài khoảng 17 cm (6,7 in) với mỏ dài và đuôi ngắn. Loài này giống với Sclerurus mexicanus ở chỗ có phía dưới màu nâu đậm, ngực màu vàng nâu và phía dưới nâu đậm. Loài này khác ở chỗ không có một đít màu nâu đỏ, và việc có một cổ họng màu hơi trắng.